# 星萼獐牙菜
星萼獐牙菜（学名：Swertia asterocalyx）为龙胆科獐牙菜属下的一个种。

## 扩展阅读
維基物種上的相關：星萼獐牙菜